# Sombras de hierro a la luz de la luna
Sombras de hierro a la luz de la luna (titulado originalmente en inglés Iron Shadows in the Moon) es uno de los primeros relatos protagonizado por el personaje de espada y brujería Conan el Cimmerio. Fue escrito por Robert E. Howard y publicado por primera vez en 1934. Está ambientado en la mítica Era Hiboria y relata la huida de Conan de una isla remota del mar Vilayet donde se encuentra con la Hermandad Roja y unas misteriosas estatuas de hierro.
Howard tituló originalmente este relato como Iron Shadows in the Moon (Sombras de hierro en la luna), sin embargo Weird Tales lo publicó con otro título: Shadows in the Moonlight (Sombras a la luz de la luna). En el ámbito de las traducciones al castellano la editorial Martínez Roca eligió para su traducción el título Sombras de hierro en la luna. La edición príncipe de los relatos de Conan fue llevada a cabo en inglés por Conan Properties International en 2003. En 2005 la traducción al castellano de esta edición corrió a cargo de la editorial timunmas, quien eligió el título Sombras de hierro a la luz de la luna.

## Trama
La historia comienza cuando una encantadora mujer llamada Olivia, habiendo huido de la cautividad de la ciudad de Akif, es perseguida y capturada en un pantano, a orillas del Mar de Vilayet. Su perseguidor, es un sádico llamado Shah Amurath, que antes de que pueda poner las manos en la chica, una figura se levanta de las cañas. El recién llegado se ha visto traicionado por un hombre, Shah Amurath, antes de escapar en los pantanos donde se ha escondido por tanto tiempo que está casi loco. El recién llegado es Conan el Cimmerio que mata al traidor y se lleva a Olivia en un barco.
Los dos fugitivos, Conan y Olivia, encuentran una isla oscura y aparentemente desierta, donde pasan la noche durmiendo en ruinas antiguas decoradas con estatuas muy realistas. Olivia tiene un sueño en el que ve a un grupo de hombres que se convirtieron en las estatuas y que volverán a la vida bajo la luna. Conan no está convencido por los temores de Olivia y se preocupa más por lo que se esconde en la selva, lanzando rocas gigantes a los dos fugitivos. Un barco pirata atraca en la isla, y dejando a Olivia escondida entre la maleza, Conan desafía a su capitán, un viejo rival. Mata al capitán pirata, pero es golpeado por una piedra de una honda. Los piratas lo atan y lo llevan con ellos a las ruinas donde discuten su destino, hasta que se emborrachan. Olivia por su parte, escapa por poco de una figura enorme y oscura que la persigue hasta las ruinas. La joven se escurre entre los piratas dormidos y libera a Conan. ëste mata entonces a la figura oscura que siguió a Olivia, un gigantesco hombre mono, y mientras Conan se recupera de su batalla con el hombre-mono, escucha el comienzo de una terrible masacre de nuevo en las ruinas. Rápidamente se dirigen de nuevo a la nave pirata desierta. Conan prepara el barco para navegar, mientras que unos pocos piratas golpeados regresan al barco. Conan los desafía y lo aceptan como su capitán para subir a bordo. Al final Olivia le pide a Conan quedarse con él y este riendo, acepta, diciendo que la hará su "Reina del Mar Azul".

## Adaptación
La historia fue adaptada por Roy Thomas, John Buscema y Alfredo Alcala en el cómic.
- Datos: Q9192501